# Moerashertshooi
Moerashertshooi (Hypericum elodes) is een soort uit de hertshooifamilie (Hypericaceae).

## Determinatie
Moerashertshooi is een overblijvende, kruidachtige plant. Ze wordt 10–50 cm hoog en heeft liggende of opstijgende, behaarde stengels. De stengels vormen onderaan wortels. De aan beide zijden grijsviltig behaarde, zittende bladeren zijn eirond-elliptisch.
Moerashertshooi bloeit van juni tot september met citroengele, 6–8 mm grote bloemen. De kroonbladen hebben aan de top geen klieren. De kelkbladen hebben aan de rand kleine, roodgekleurde klieren. Het behaarde vruchtbeginsel heeft aan de voet honingschubben. De bundels meeldraden zijn tot halverwege vergroeid. Het enkelvoudig gevorkte bijscherm is weinigbloemig, okselstandig of schijnbaar eindstandig.
De vrucht is een eenhokkige doosvrucht. Het zaad wordt door wind en water verspreid en blijft in de bodem lange tijd kiemkrachtig. Het zaad kan dan tot ontkieming komen na bijvoorbeeld plagwerkzaamheden.

## Ecologie
Moerashertshooi is een pioniersoort die hoofdzakelijk voorkomt op meso-oligotrofe standplaatsen op minerale bodems in ondiep water dat periodiek droogvalt. Het gaat vooral om vennen. Ze vormt uitlopers en weet onder gunstige omstandigheden vanaf de oever drijvende matten te vormen die ook uitreiken richting de diepere delen van het water. Wanneer de pioniervegetatie waarin ze groeit geen standhoudt door de benodigde milieuomstandigheden, wordt de soort spoedig verdrongen worden door andere moerasplanten.

### Syntaxonomie
In de syntaxonomie staat moerashertshooi te boek als kensoort voor het verbond van waternavel en stijve moerasweegbree. Binnen dit verbond geldt zij als preferente soort van de associatie van vlottende bies, waarin zij doorgaans zeer hoge bedekkingen bereikt en codominant optreedt.

## Verspreiding
Het natuurlijke verspreidingsgebied van moerashertshooi strekt zich uit over West-Europa en met enkele uitstralingen naar Centraal-Europa. De soort staat op de Nederlandse Rode lijst van planten als vrij zeldzaam en matig afgenomen. In België komt de plant vrijwel alleen in Vlaanderen voor en is daar zeldzaam.

## Cultivatie
Moerashertshooi wordt in de siertuin gebruikt als vijverplant.

## Fotogalerij

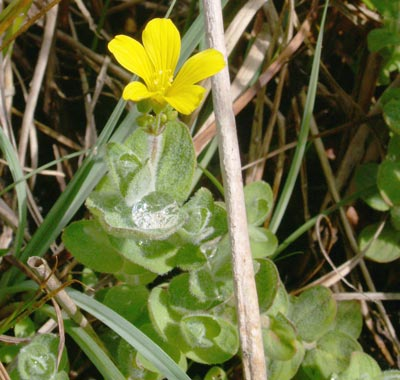
De bloeiwijze
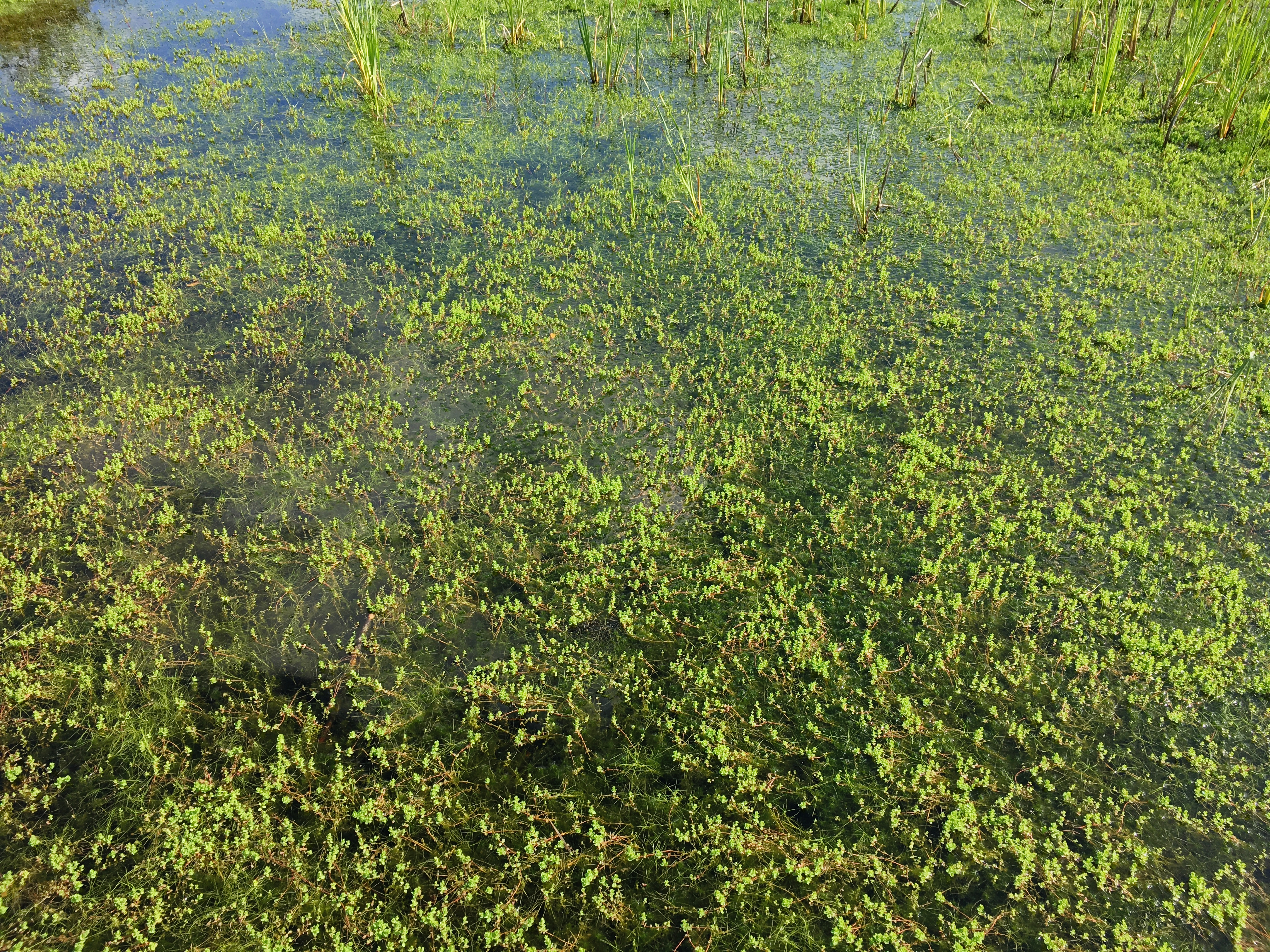
Moerashertshooi in de associatie van vlottende bies